# Radiografia del torace
In radiologia, una radiografia del torace è una proiezione radiografica utilizzata per diagnosticare alcune patologie che colpiscono il torace, il suo contenuto e le strutture vicine. Le radiografie al torace sono le radiografie più frequenti utilizzate in medicina.
Come tutti i metodi di radiografici, la radiografia del torace impiega radiazioni ionizzanti in forma di raggi X al fine di ottenere le immagini. La dose media di radiazioni per un adulto è di circa 0,02 mSv per una proiezione frontale (PA o postero-anteriore) e 0,08 mSv per una proiezione laterale (LL o latero-laterale).
La durata dell'esame è di qualche minuto, al paziente è richiesta l'immobilità solo per qualche secondo.